# Alex Lahey
Alexandra Lahey (Melbourne, 30 luglio 1992) è una cantautrice e polistrumentista australiana.

## Biografia
Alex Lahey ha deciso di intraprendere la sua carriera musicale da solista dopo essersi laureata. Nel 2016 ha vinto la Josh Pyke Partnership, ricevendo come premio 7 500 dollari, un tutoraggio di scrittura delle canzoni con Pyke stesso e un'introduzione ad ufficiali dell'industria musicale. A luglio ha pubblicato il suo primo EP B-Grade University, mentre a gennaio 2017 ha firmato un contratto discografico con la Dead Oceans, che ha distribuito il suo album in studio di debutto, intitolato I Love You Like a Brother, nell'ottobre seguente. Ha esordito in 15ª posizione nella ARIA Albums Chart ed è stato candidato ad un ARIA Music Award 2018. È apparso in numerose liste dei migliori album dell’anno stilate da pubblicazioni e riviste ed è stato promosso dal singolo Every Day's the Weekend, certificato disco d'oro in Australia grazie alle 35 000 copie vendute nel paese. Il secondo disco The Best of Luck Club è uscito nel 2019, ha debuttato alla 30ª posizione in madrepatria ed è stato promosso da un tour nazionale.

## Discografia

### Album
- 2017 – I Love You Like a Brother
- 2019 – The Best of Luck Club
- 2023 - The Answer Is Always Yes

### EP
- 2016 – B-Grade University
- 2020 – Between the Kitchen and the Living Room

### Singoli

#### Come artista principale
- 2015 – Air Mail
- 2016 – You Don't Think You Like People Like Me
- 2016 – Let's Go Out
- 2016 – Ivy League
- 2017 – Wes Anderson
- 2017 – Every Day's the Weekend
- 2017 – Lotto in Reverse
- 2017 – I Haven't Been Taking Care of Myself
- 2017 – There's No Money
- 2018 – I Love You Like a Brother
- 2019 – Don't Be So Hard on Yourself
- 2019 – Am I Doing It Right?
- 2019 – Unspoken History
- 2019 – Welcome to the Black Parade
- 2020 – Sucker for Punishment

#### Come artista ospite
- 2014 – Alaska (The Cactus Channel feat. Alex Lahey e Animaux)
- 2019 – Skinny Dipping (Stand Atlantic feat. Alex Lahey)